# 南緯38度線
南緯38度線（なんい38どせん）は、地球の赤道面より南に地理緯度にして38度の角度を成す緯線。大西洋、インド洋、オーストラリア、太平洋、ニュージーランド、南アメリカ南端を通過する。緯線にはアンデス山脈とパタゴニアが含まれる。
この緯度の下では、夏至点時の可照時間は14時間49分であり、冬至点時の可照時間は9時間31分である。

## 通過する地域一覧
南緯38度線は、本初子午線から東に向かって以下の場所を通っている。
| 地理座標                                               | 国土・領土・領海 | 備考                                                                                               |
| ------------------------------------------------------ | ---------------- | -------------------------------------------------------------------------------------------------- |
| 南緯38度0分 東経0度0分 / 南緯38.000度 東経0.000度      | 大西洋           | |
| 南緯38度0分 東経20度0分 / 南緯38.000度 東経20.000度    | インド洋         | アムステルダム島（ フランス領南方・南極地域）のちょうど南を通過。                                  |
| 南緯38度0分 東経140度32分 / 南緯38.000度 東経140.533度 | オーストラリア   | 南オーストラリア州 ビクトリア州 - ポートフィリップ湾（メルボルン市のちょうど南にある）を貫通する。 |
| 南緯38度0分 東経147度42分 / 南緯38.000度 東経147.700度 | 太平洋           | タスマン海                                                                                         |
| 南緯38度0分 東経174度47分 / 南緯38.000度 東経174.783度 | ニュージーランド | 北島                                                                                               |
| 南緯38度0分 東経178度21分 / 南緯38.000度 東経178.350度 | 太平洋           | |
| 南緯38度0分 西経73度28分 / 南緯38.000度 西経73.467度   | チリ             | |
| 南緯38度0分 西経71度5分 / 南緯38.000度 西経71.083度    | アルゼンチン     | |
| 南緯38度0分 西経57度33分 / 南緯38.000度 西経57.550度   | 大西洋           | |